# ФК Бонифика Изола
НК Бонифика Изола је фудбалски клуб из Изоле у Словенији, који игра у Другој лиги Словеније. Од свог оснивања 2004. играо је под именом СК Бонифика, да би 2008. извршио фузију са МНК Изола, под именом Бонифика Изола.

## Састав екипе у сезони 2008/09.
| Бр. |           | Позиција | Играч             |
| --- | --------- | -------- | ----------------- |
|     | Словенија | Г        | Анже Рупник       |
|     | Словенија | Г        | Боштјан Бишћак    |
|     | Словенија | О        | Рок Брајич        |
|     | Словенија | О        | Андреј Франетић   |
|     | Словенија | О        | Васја Франетић    |
|     | Словенија | О        | Лика Шкрбина      |
|     | Словенија | О        | Марко Коцјанчић   |
|     | Словенија | О        | Лука Стопар       |
|     | Словенија | О        | Боштјан Пепелко   |
|     | Словенија | С        | Марко Божич       |
|     | Словенија | С        | Мирослав Штампфер |
|     | Словенија | С        | Оливер Багатинов  |

| Бр. |           | Позиција | Играч                    |
| --- | --------- | -------- | ------------------------ |
|     | Словенија | С        | Тине Капун               |
|     | Словенија | С        | Боштјан Божич            |
|     | Словенија | С        | Савди Остојич            |
|     | Словенија | С        | Ален Чатич               |
|     | Србија    | Н        | Милојица Стојадиновић    |
|     | Србија    | Н        | Мирослав Лечић           |
|     | Нигерија  | Н        | Нуредин Адегбола Орелеси |
|     | Словенија | Н        | Матеј Пероша             |
|     | Словенија | Н        | Алеш Јакомин             |
|     | Словенија | Н        | Саша Јакоминј Пероша     |
|     | Словенија | Н        | Едвин Хаџимуратовић      |